# 안동 하회 충효당
안동 하회 충효당(安東 河回 忠孝堂)은 서애(西厓) 류성룡(柳成龍)의 생가이다. 1964년 11월 14일 대한민국의 보물 제414호로 지정되었다.
조선 중기에 지은 단층 기와지붕으로 경북 안동시 풍천면 하회리에 있다. 규모는 총 52칸이다. 행랑채에 달린 솟을대문을 들어서면 사랑채 대청 앞에 마주서게 되며 이 사랑채는 정면 6칸, 측면 2칸의 규모이다. 대청 정면과 측면에는 난간이 있는 툇마루가 있다.

## 개요
조선 중기 이름난 문신이었던 서애 류성룡(1542∼1607) 선생의 집이다. 류성룡 선생은 여러 벼슬을 두루 거치고 임진왜란 때에는 영의정으로 전쟁의 어려운 상황을 이겨내는데 많은 공헌을 한 분이다. 선생이 쓴『징비록』과『서애집』은 임진왜란사 연구에 빼놓을 수 없는 귀중한 자료로도 평가 받고 있다.
충효당은 행랑채, 사랑채, 안채로 구성되어 있다. 사랑채와 안채는 손자인 졸재 류원지(1598∼1674)가 짓고, 증손자인 눌재 류의하(1616∼1698)가 확장 수리한 것이다. 행랑채는 8대손 일우 류상조(1763∼1838)가 지은 건물로 대문과 방, 광으로 구성되어 있다.
서쪽을 앞면으로 긴 행랑채를 두고 안쪽으로 ㅁ자 모양의 안채와 一자형의 사랑채가 연이어 있다. 사랑채는 남자주인이 생활하면서 손님들을 접대하는 공간으로 왼쪽에서부터 사랑방, 대청마루, 방, 마루로 이루어져 있다. 안채는 안주인이 생활하면서 집안 살림을 돌보던 공간으로 동북쪽에 부엌을 두고 ㄱ자로 꺾여서 안방, 대청, 건넌방이 있다. 또한 건넌방 앞에는 마루와 2칸의 온돌방, 부엌이 있으며 사랑채와 연결되어 있다.
사랑채 대청에 걸려 있는 ‘충효당(忠孝堂)’이라고 쓴 현판은 명필가였던 허목(1595∼1682)이 쓴 것이라고 한다.
비교적 지을 당시의 모습을 잘 간직하고 있어 조선시대 민가 건축 연구에 귀중한 자료가 되고 있다.

## 갤러리

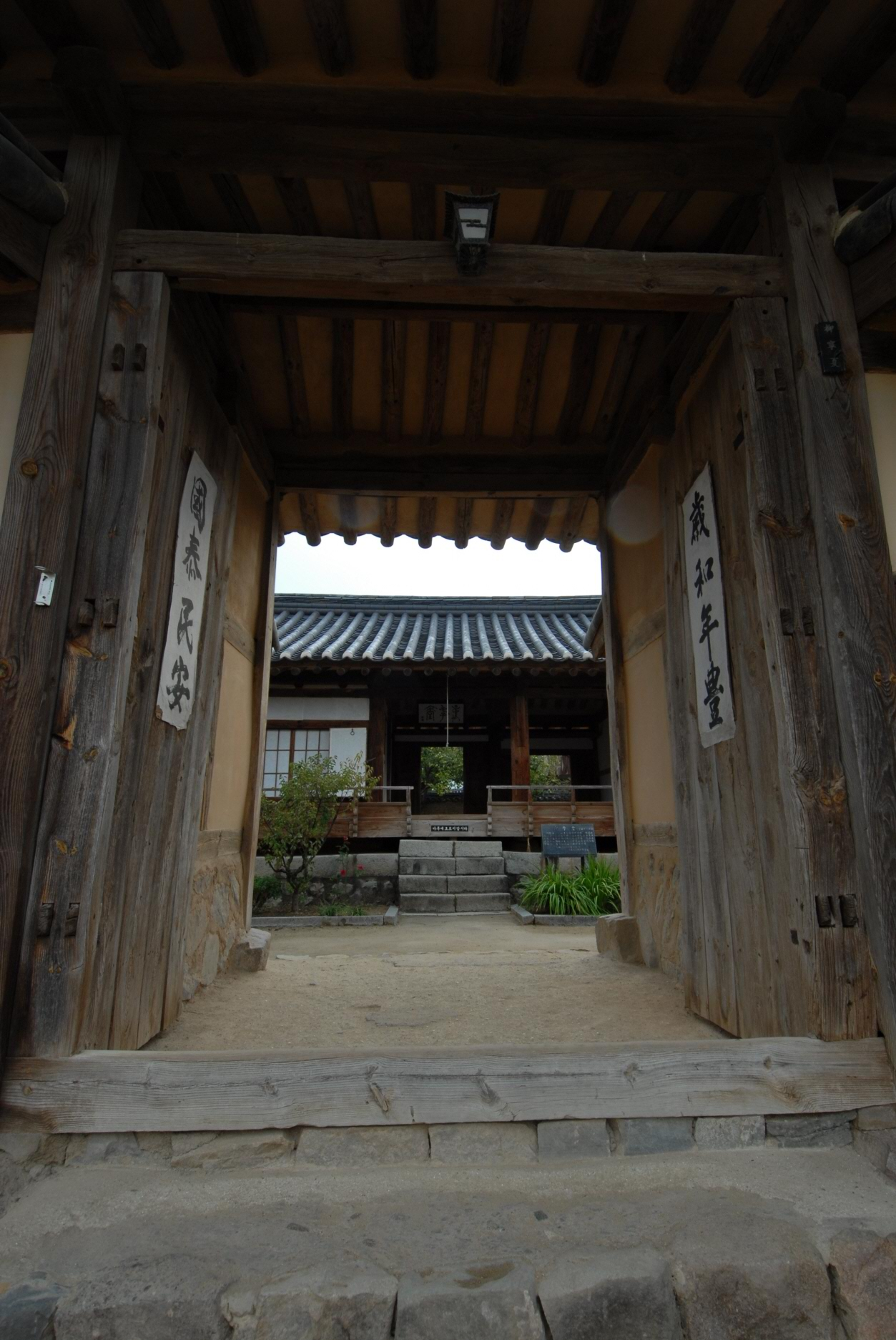
행랑채
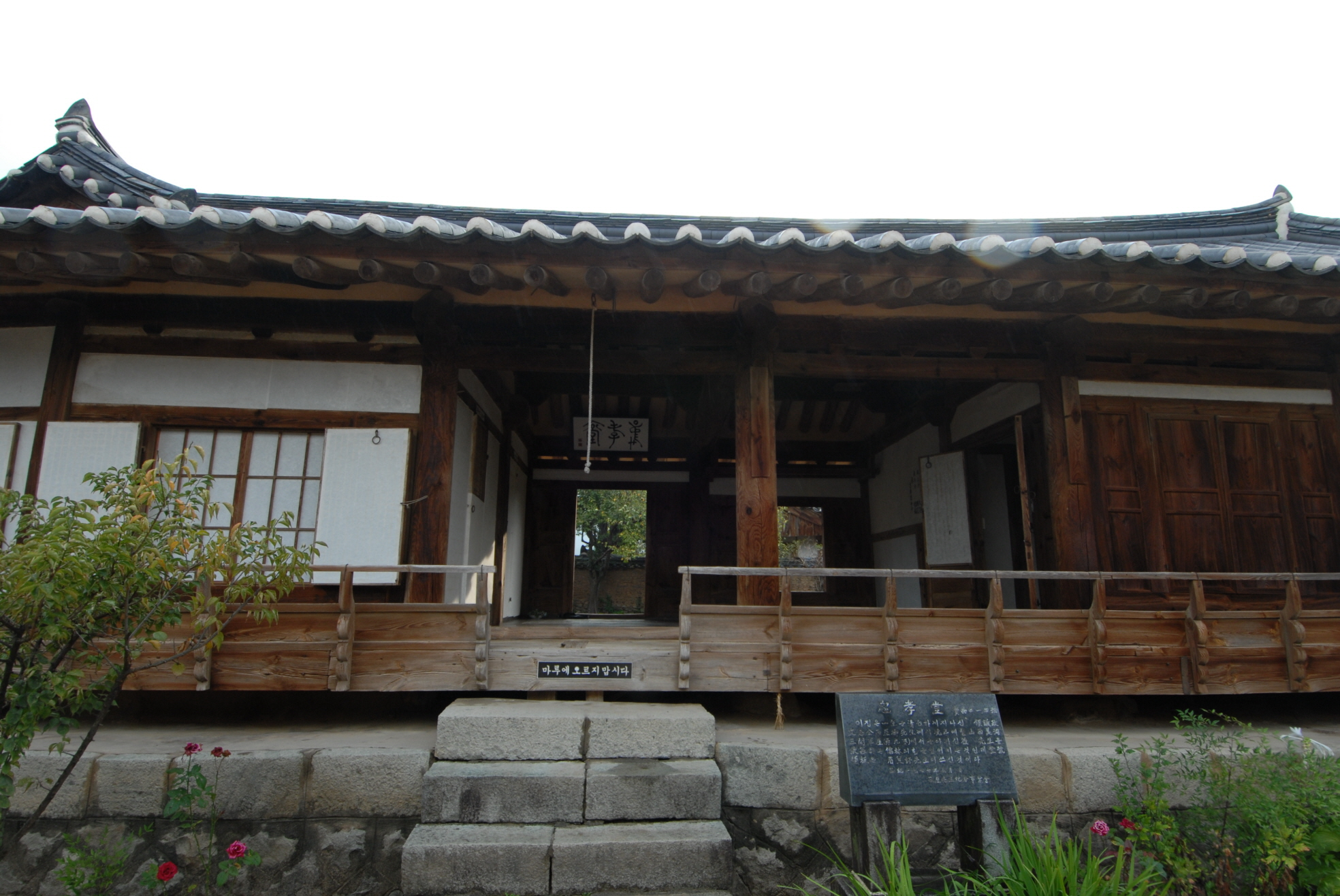
기단
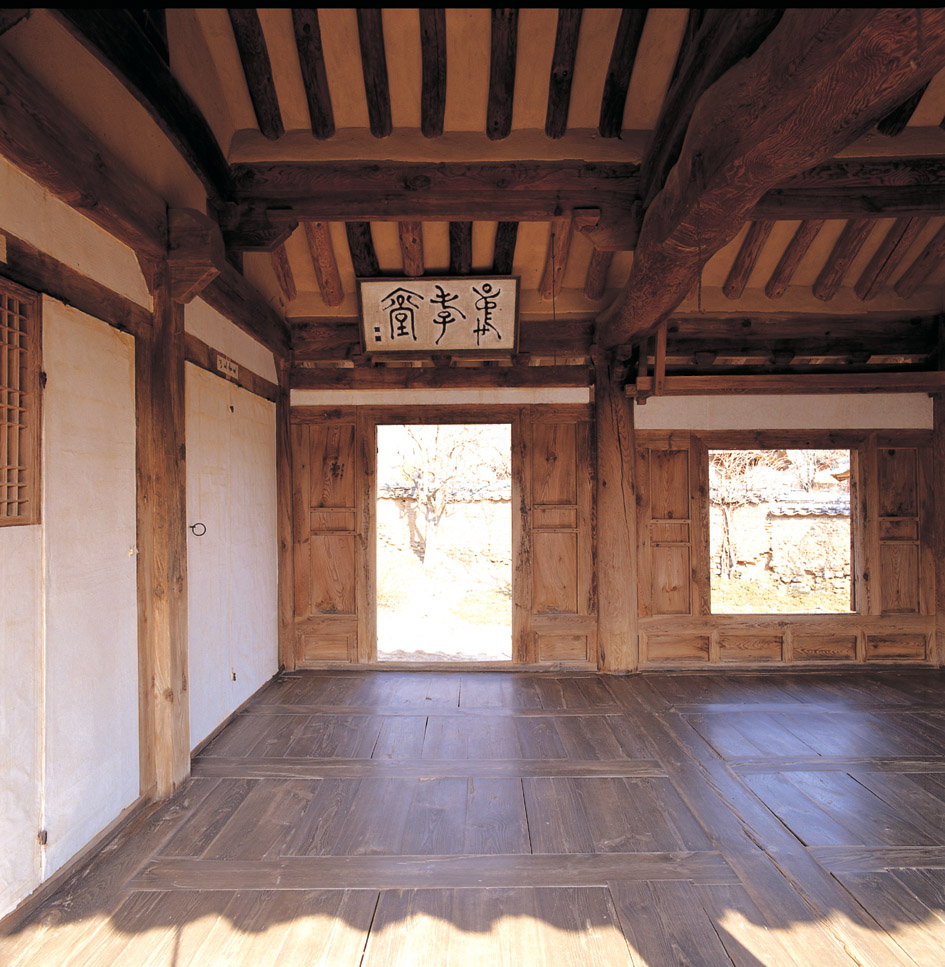
충효당 사랑 내부
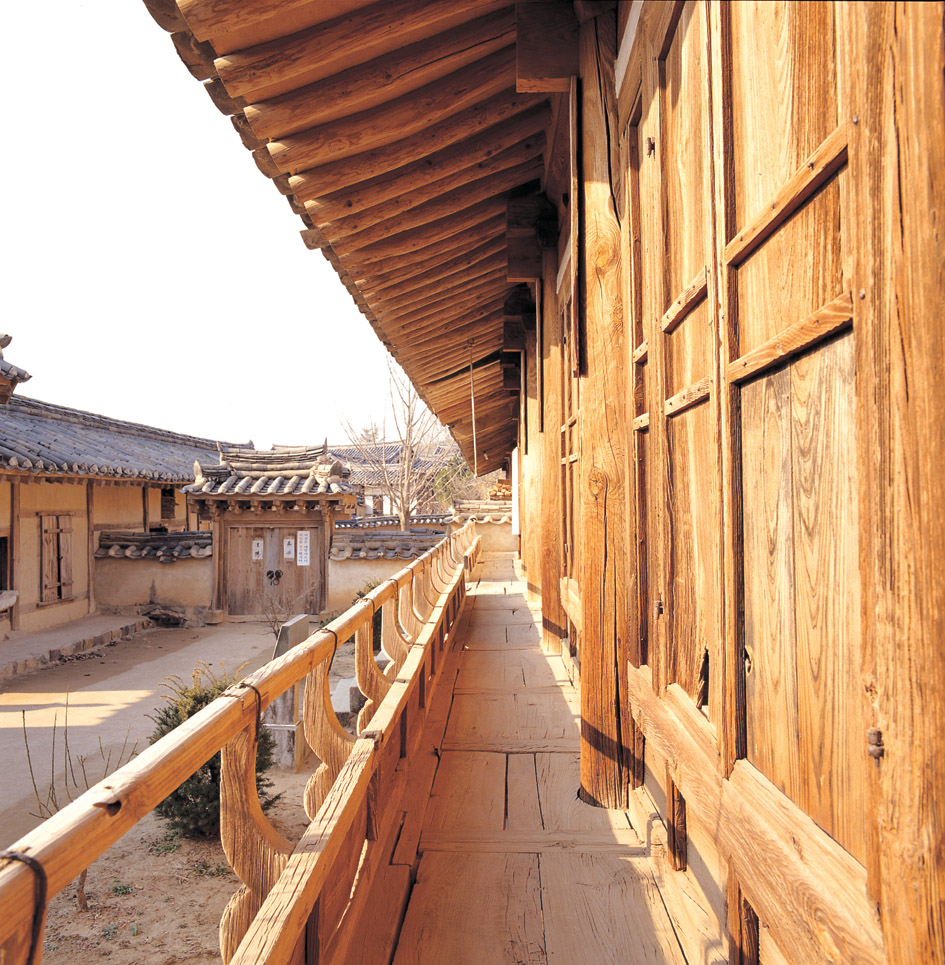
충효당 사랑채 퇴마루와 난간
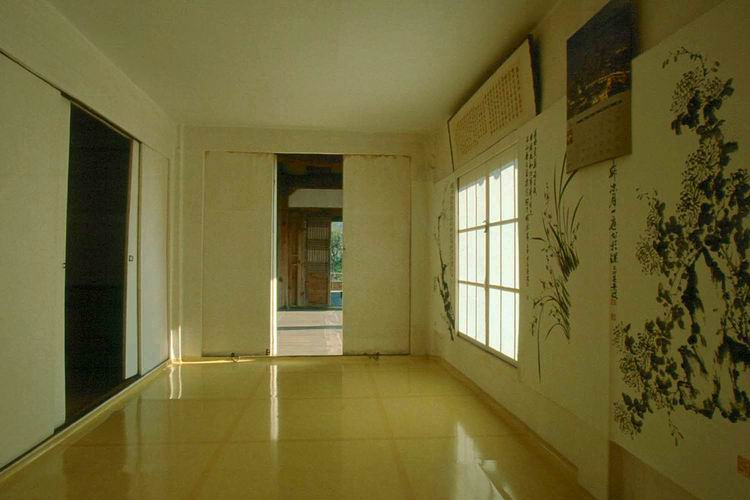
충효당(사랑방)

## 같이 보기
- 하회마을
- 징비록

## 참고 자료
- 안동 하회 충효당 - 국가유산청 국가유산포털
- 이 문서에는 다음커뮤니케이션(현 카카오)에서 GFDL 또는 CC-SA 라이선스로 배포한 글로벌 세계대백과사전의 내용을 기초로 작성된 글이 포함되어 있습니다.